# Kirkuk
Kirkuk (in arabo كركوك‎?; in curdo کەرکووک‎; in turco Kerkük) è una città dell'Iraq e capoluogo del governatorato di Kirkuk.

## Geografia
Si trova nel nord del paese, a circa 250 km dalla capitale Baghdad.

## Storia
La storia di Kirkuk risale a diversi millenni fa. Kirkuk era la capitale del regno hurrita di Arrapha. Gli archivi di Nuzi, ad esempio, forniscono informazioni particolarmente valide sull'economia di Arrapha.
Arrapha fu conquistata da Tukulti-Ninurta I intorno al 1225 a.C., ma in seguito riacquistò brevemente l'indipendenza. Nel X e XI secolo a.C., la città continuò a svilupparsi sotto gli Assiri. La città si trovava sul percorso delle campagne di guerra degli Assiri contro Urartu e altri Paesi del nord. Così la campagna bellica di Nabopolassar tra il 609 ed il 607 a.C. contro Urartu si svolse attraverso Arrapḫa, Arbela, Nisibis, Mardin e il Tur Abdin.
Gli Assiri furono sconfitti da un'alleanza di Medi e Babilonesi. Così la città di Arrapha cadde ai Medi e dopo di loro agli Achemenidi. In epoca partica e sasanide, Kirkuk era la capitale del regno di Garmakan.

### Dall'espansione islamica ai tempi moderni
Nel VII secolo d.C. l'area cadde sotto il dominio arabo-islamico. Fino alla fine del XIV secolo, Kirkuk era amministrata da Daquq. Nel tardo Medioevo, Kirkuk apparteneva al Wilayet Shahrazor ottomano, di cui fu capitale dal XVI secolo. Dopo la conquista araba, selgiuchide, mongola, persiana e ottomana, Kirkuk fu la capitale del principato autonomo curdo dei Baban per poco meno di 200 anni, fino alla fine del XVIII secolo.

### Dalla modernità al XXI secolo
Il 14 luglio 1959, durante le celebrazioni del primo anniversario della caduta della monarchia, si verificarono scontri tra i gruppi etnici, che provocarono molti morti tra la popolazione.
A partire dal 1975, il governo Ba'ath iniziò a nazionalizzare le proprietà curde e turkmene e a dare posti di lavoro statali solo agli arabi.
Nell'aprile 2003, la città è stata conquistata dalle truppe alleate e dai combattenti curdi durante la guerra in Iraq. I curdi sono stati protagonisti della lotta per la liberazione dell'Iraq, formando il fronte settentrionale e occupando Mossul e Kirkuk. Di conseguenza, la situazione della sicurezza a Kirkuk, come nel resto dell'Iraq, si è rapidamente deteriorata. A Kirkuk, questo fenomeno è stato particolarmente pronunciato, poiché arabi sunniti, curdi e turcomanni hanno rivendicato la città ricca di petrolio.
Dopo l'avanzata dell'IS che ha portato alla caduta di Mossul il 10 giugno 2014 e al ritiro dell'esercito iracheno dalla regione e da Kirkuk, le forze curde hanno preso il controllo della città a metà giugno. Sebbene i combattimenti si siano attenuati nei caldi mesi estivi successivi, il 29 gennaio 2015 i combattenti dell'IS hanno lanciato un'offensiva contro la città. Nel gennaio 2015, i combattenti dell'IS hanno lanciato una nuova offensiva contro Kirkuk. Tuttavia, l'offensiva su larga scala da tre direzioni ha portato solo a successi iniziali ed è stata successivamente respinta dai peshmerga, dai residenti armati e dal supporto aereo degli Stati Uniti. 
In particolare nella zona sud-occidentale della città sono proseguiti i combattimenti tra le truppe curde e i combattenti dell'IS. Nel marzo 2015, le truppe curde hanno respinto i combattenti dell'IS e liberato diversi villaggi nella periferia della città. Tuttavia, l'industria petrolifera è stata in gran parte risparmiata, anche se i combattimenti hanno spesso ruotato intorno al suo controllo diretto. Alla fine del 2015, circa 800 persone erano morte negli scontri e altre 2.000 erano rimaste ferite. Inoltre, in città si sono verificati scontri tra i Peshmerga e le milizie sciite istituite dal governo centrale di Baghdad. In risposta all'offensiva delle forze governative su Mossul del 17 ottobre, le cellule dormienti dell'IS hanno lanciato una serie di attacchi a Kirkuk e dintorni la mattina del 21 ottobre. Hanno preso d'assalto le stazioni delle forze di sicurezza e altri edifici, dove sono stati circondati dalla polizia nel corso della giornata. Nella vicina Dibis, tre attentatori suicidi hanno preso d'assalto una centrale elettrica uccidendo 12 dipendenti iracheni e 4 iraniani. Contrariamente a quanto dichiarato in precedenza dai funzionari provinciali, i combattimenti si sono protratti per più di due giorni. 
Con il ritiro dell'IS dalla regione, le dispute tra il governo centrale iracheno e il governo regionale curdo su Kirkuk sono arrivate al culmine. Le aspirazioni generali dei curdi all'indipendenza giocano un ruolo altrettanto importante quanto la ricchezza petrolifera della regione di Kirkuk, dove si ritiene si trovi circa il 10% delle riserve petrolifere dell'Iraq. Il governo curdo aveva già iniziato unilateralmente a esportare la materia prima, aggirando Baghdad. Dal maggio 2016 è aperto il dibattito su un referendum nella città per decidere se appartenere alla Regione Autonoma del Kurdistan.
In seguito agli attacchi dell'IS a Kirkuk durante la battaglia di Mossul nell'ottobre 2016, i residenti arabi sono stati cacciati dalla città dai curdi. Amnesty International ha accusato i curdi iracheni di aver lanciato una campagna per cacciare gli iracheni arabi dalle aree conquistate dall'IS. Il 25 settembre 2017 il governo regionale del Kurdistan ha indetto un referendum sull'indipendenza, che ha incluso aree contese come Kirkuk. Il referendum ha portato a significative tensioni tra Erbil e Baghdad, tanto che nell'ottobre 2017 le forze irachene hanno concentrato le truppe nei pressi di Kirkuk dopo che IS era stato completamente cacciato dal governatorato di Kirkuk. Il 16 ottobre 2017 i curdi si sono ritirati da Kirkuk in gran parte senza combattere.

## Popolazione
La popolazione, stimata intorno a 755.700 abitanti nel 2003, è composta da varie etnie, tra cui turcomanni, curdi, arabi ed assiri.
Nel 1912, si stima che a Kirkuk vivessero 12.000 persone. Nel 1965, le statistiche ufficiali sulla popolazione indicavano 184.000 abitanti, di cui 71.000 curdi, 55.000 turcomanni e 41.000 arabi. Tuttavia, il governo ha compiuto notevoli sforzi per insediare arabi anziché curdi. Nel 2014 la popolazione di Kirkuk era di 1.000.000 di abitanti. La maggioranza della popolazione è curda. Altri gruppi etnici importanti e numerosi nella città sono gli arabi e i turcomanni. Tra le minoranze più piccole ci sono gli assiri cristiani. La deportazione dei curdi sotto Saddam Hussein, in particolare, ha cambiato completamente la struttura demografica della città e alimenta ancora oggi la controversia sull'appartenenza della città al Kurdistan o all'Iraq.

### Immigrazione araba
I primi arabi si insediarono nella regione già durante la conquista araba del VII secolo. Le due famiglie arabe più importanti furono poi i Tikriti e gli Hadidi (الحديدي). I Tikriti, come suggerisce il nome, migrarono a Kirkuk da Tikrit nel XVII secolo. Altre famiglie arabe che si stabilirono qui durante la dominazione ottomana sono gli al-Ubaid (الجبعبيد) e gli al-Jiburi (الجبور). Gli al-Ubaid sono stati cacciati dalla loro patria a nord-ovest di Mossul da altre tribù arabe.

### Immigrazione turcomanna
Quando Kirkuk fu conquistata dai Safavidi nel XVI secolo, le tribù turcomanne iniziarono a insediarvisi. I Safavidi cercarono di imporre la loro confessione sciita alla popolazione sunnita.
Dal punto di vista dei turkmeni, ci sono stati tre periodi di immigrazione. I primi turcomanni giunsero a Kirkuk come soldati dei califfi omayyade e abbaside. Ma questi primi immigrati sono stati assorbiti e integrati dalla popolazione araba e curda. La seconda ondata di immigrazione avvenne con i Selgiuchidi, quando Tughrul Beg invase l'attuale Iraq nel 1055. I Selgiuchidi tennero la città di Kirkuk per 63 anni. Poi, in epoca ottomana, sempre più turcomanni si trasferirono a Kirkuk.
Lo storico iracheno Abdul-Razzak Al-Hassani (عبدالرزاق الحسني), invece, ritiene che i turcomanni facessero parte delle armate di Murad IV del 1638, insediate a Kirkuk per rendere sicura l'area.

### Identità curda o irachena della città
Nel 2012, l'allora primo ministro iracheno Nuri al-Maliki ha visitato la città e ha sottolineato quella che ha definito l'identità irachena della città[13] dovuta alle sue numerose etnie, facendo così arrabbiare la maggioranza curda della città, che ha sempre desiderato l'annessione al Kurdistan. Considerano Kirkuk come la loro capitale segreta e vedono in essa un'identità puramente curda, che secondo loro è stata modificata dall'arabizzazione del governo di Saddam Hussein. Durante il regno di Hussein, circa 250.000 curdi furono espulsi da Kirkuk e vi si insediarono gli arabi. Dopo la caduta di Hussein, nel 2003, i curdi chiesero di poter tornare a Kirkuk.[15] Secondo lo storico Kamal Mudud, i curdi furono costretti a tornare a Kirkuk a causa dell'arabizzazione del governo di Hussein.
Secondo lo storico Kamal Mudhir Ahmed, la controversia sull'identità della città si è accentuata solo all'inizio del XX secolo, quando sono stati scoperti i giacimenti petroliferi della regione. Prima di allora, secondo Kamal Mudhir Ahmed, non c'era alcuna controversia sull'identità curda della città, che per secoli è stata anche la capitale dell'impero curdo di Baban. Inoltre, egli menziona che la pulizia etnica della città, guidata dai Baathisti, a partire dagli anni '60, fu diretta principalmente contro la popolazione curda della città, ma colpì anche la minoranza turkmena.

## Economia
La presenza del più grande giacimento petrolifero del paese rende la città un importante centro petrolifero.

## Religione
A Kirkuk vivono circa 2000 famiglie cristiane assiri. Circa la metà appartiene alla Chiesa cattolica caldea con la Cattedrale del Sacro Cuore. Nel 2013, l'arcidiocesi di Kirkuk è stata unita alla diocesi di Sulaymaniyah per formare l'arcidiocesi di Kirkuk-Sulaymaniyah. Il suo arcivescovo dal 2014 è Yousif Thomas Mirkis.
Altri cristiani di Kirkuk sono membri delle chiese siro-ortodossa, siro-cattolica e armena.